# Euptychia maepius
Euptychia maepius är en fjärilsart som beskrevs av Jean Baptiste Godart 1823. Euptychia maepius ingår i släktet Euptychia och familjen praktfjärilar. Inga underarter finns listade i Catalogue of Life.